# Våld eller hot mot tjänsteman
Våld eller hot mot tjänsteman innebär i svensk rätt (brottsbalken 17 kap 1 §) misshandel eller olaga hot förövad mot polisman, skyddsvakt, ordningsvakt, väktare eller annan som utövar myndighet eller någon som arbetar i en särskilt utsatt yrkesgrupp, om brottet motiveras av brottsoffrets tjänsteställning.
I brottsbalkens 17 kapitel framgår att:
1 §   Den som med våld eller hot om våld förgriper sig på en tjänsteman i hans eller hennes myndighetsutövning eller för att tvinga tjänstemannen till eller hindra honom eller henne från en åtgärd i myndighetsutövningen eller för att hämnas för en sådan åtgärd döms för våld eller hot mot tjänsteman till böter eller fängelse i högst två år. Detsamma gäller om någon på detta sätt förgriper sig mot en tjänsteman som tidigare har utövat myndighet för vad han eller hon har gjort eller underlåtit att göra i myndighetsutövningen.
Skyddet gäller även andra än myndighetsanställda om det finns särskilda föreskrifter. Taxichaufförer och andra trafiktjänstemän skyddas till exempel genom lag om skydd för viss tjänsteutövning (1975:688).